# Ceratocapnos claviculata subsp. picta
Ceratocapnos claviculata subsp. picta é uma subespécie de planta com flor pertencente à família Papaveraceae. 
A autoridade científica da subespécie é (Samp.) Lid, tendo sido publicada em Anales del Jardín Botánico de Madrid 41: 221. 1984.

## Portugal
Trata-se de uma subespécie presente no território português, nomeadamente em Portugal Continental.
Em termos de naturalidade é endémica da região atrás referida.

## Protecção
Não se encontra protegida por legislação portuguesa ou da Comunidade Europeia.